# Fort Snelling
Fort Snelling var ett militärt etablissemang i närheten av Minneapolis-Saint Paul 1824–1994. Sedan dess militära användning upphört har det varit ett historiskt minnesmärke.

## Strategisk bakgrund

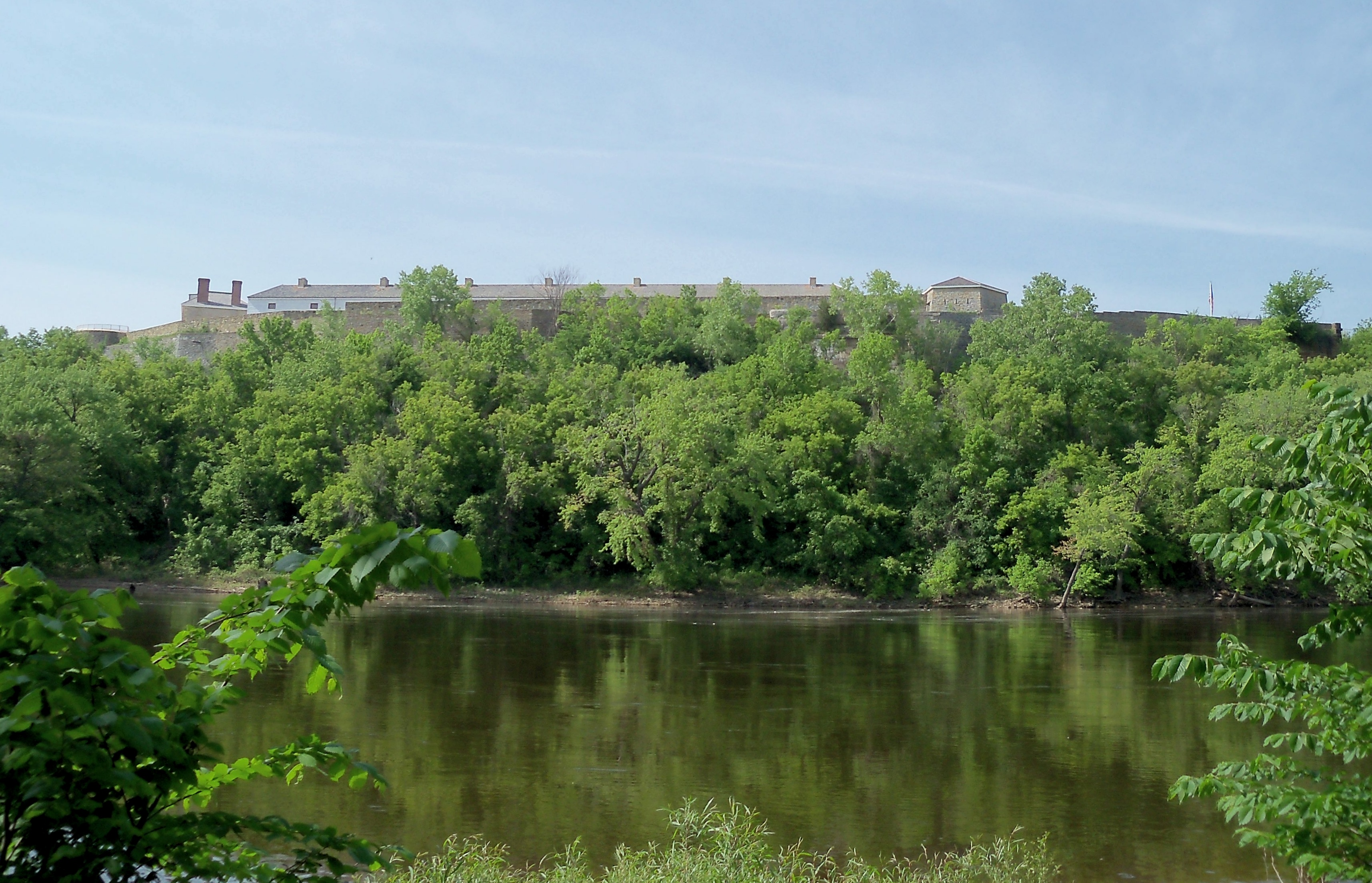
Fort Snelling på avstånd idag.

Fort Snelling ingick i den linje av fort som krigsministern John C. Calhoun lät anlägga bortom den fasta bosättningens yttersta slutpunkt vid indiangränsen. Eftersom den amerikanska armén vid den här tiden var mycket liten, enbart 6 000 soldater, ansåg Calhoun att den mest effektiva grupperingen inte var i en mängd utspridda och små förläggningsorter, utan i ett begränsat antal större garnisoner från vilka expeditioner vid behov kunde företas. Därigenom var det inte bara lättare att upprätthålla disciplinen bland trupperna utan även att imponera på indianerna.
Fort Snelling, vid Minnesotaflodens sammanflöde med Mississippi, låg mer än 200 km från närmaste fasta bosättning i Prairie du Chien, då ett litet fransktalande samhälle. I övrigt ingick i Calhouns linje i Mellanvästern de militära anläggningarna i Sault Ste. Marie, Michigan, Green Bay, Wisconsin, Prairie du Chien, Wisconsin och Council Bluffs, Iowa.
Efter 1812 års krig hade britterna övergivit sina planer på att skapa en indiansk buffertstat mellan USA och Kanada i Mellanvästern, men det var fortfarande London- och Montréalbaserade företag som behärskade handeln på den norra prärien, trots att kongressen 1816 i lag förbjudit utlänningar från att bedriva handelsverksamhet på amerikanskt territorium. Fort Snellings till att börja med kanske viktigaste roll var därför att skydda de amerikanska handelsintressena i området. En annan viktig uppgift var att i fredens och handelns intressen medla mellan arvfienderna Dakota och Ojibwa. Slutligen skulle amerikanska bosättare förhindras att olagligen inkräkta på indianernas marker.

## Byggnadstiden 1819–1824

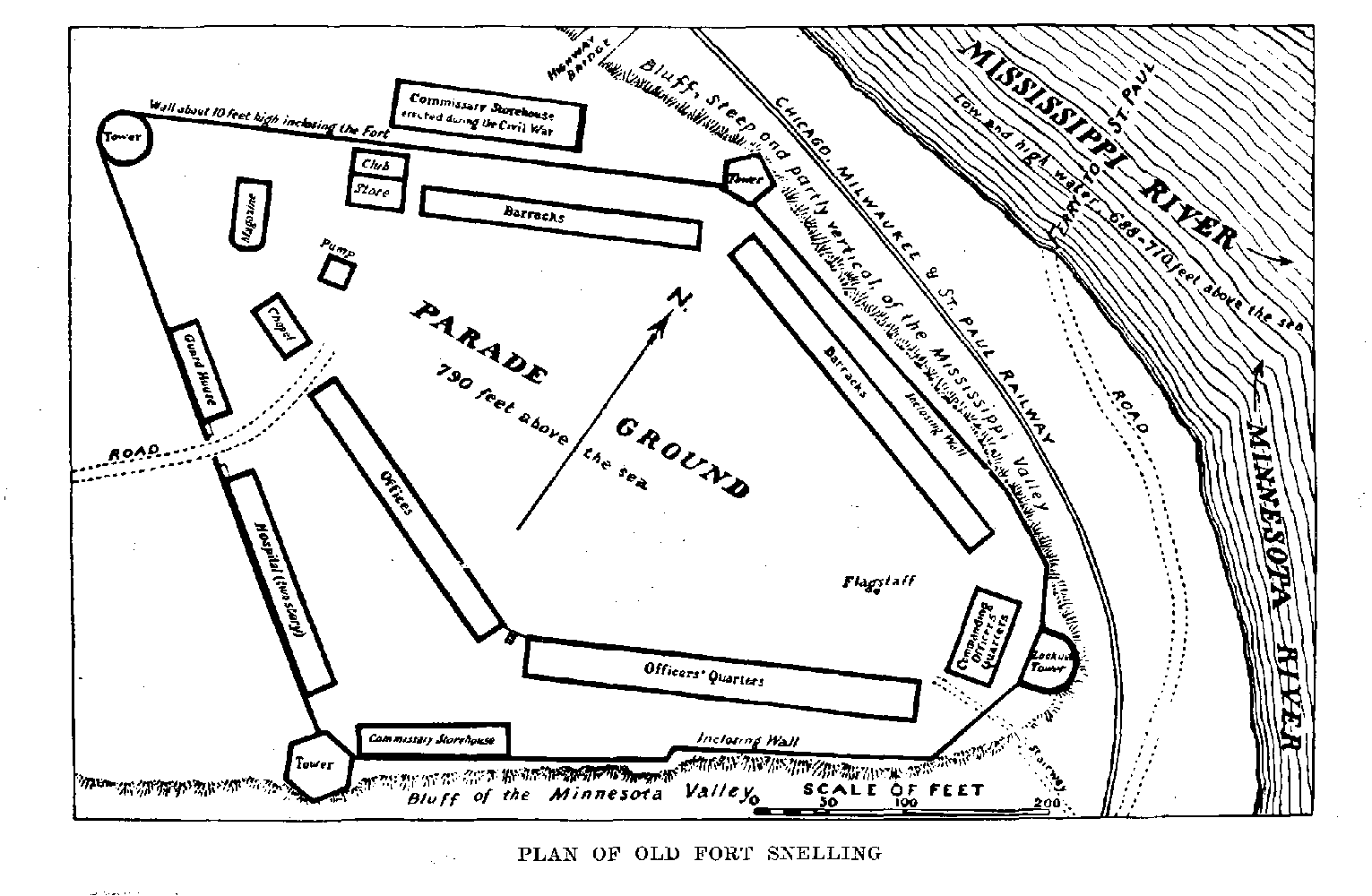
Planskiss över fästningen.

Zebulon Pike hade under sin Mississippiexpedition 1805 ingått ett fördrag med Dakotaindianerna om att de skulle avträda 400 kvadratkilometer land vid Minnesotaflodens sammanflöde med Mississippi till Förenta Staterna. Senaten ratificerade Pikes fördrag 1808. När det blev aktuellt att anlägga Calhouns linje av gränsfort, fick major Stephen H. Long 1817 i topografiska kåren uppdraget att rekognosera platsens lämplighet. Long kunde rekommendera den trakt som indianerna avträtt. Indianagenten Thomas Forsyth distribuerade 1819 den 2 000 dollar stora köpeskillingen i form av livsmedel och varor till de lokala Dakotaindianerna.
Samtidigt med Forsyth anlände också ett detachement från 5:e infanteriregementet under Henry Leavenworth. De anlade en temporär förläggning, Cantonment New Hope på andra sidan Minnesotafloden, där de tillbringade en miserabel vinter med malaria och skörbjugg, på grund av undermålig proviant, vilket krävde många soldaters liv. Till våren flyttade detachementet till en hälsosammare plats kallad Camp Coldwater. Det var först när regementschefen, Josiah Snelling anlände som det blev fart på byggnadsverksamheten. Han valde fortets placering så att dess kanoner skulle behärska både Mississippi och Minnesotafloden. På grund av den lokala bristen på byggnadstimmer byggdes fortet i sten och fick karaktär av en fästning.

## Indiangränsen 1824–1858

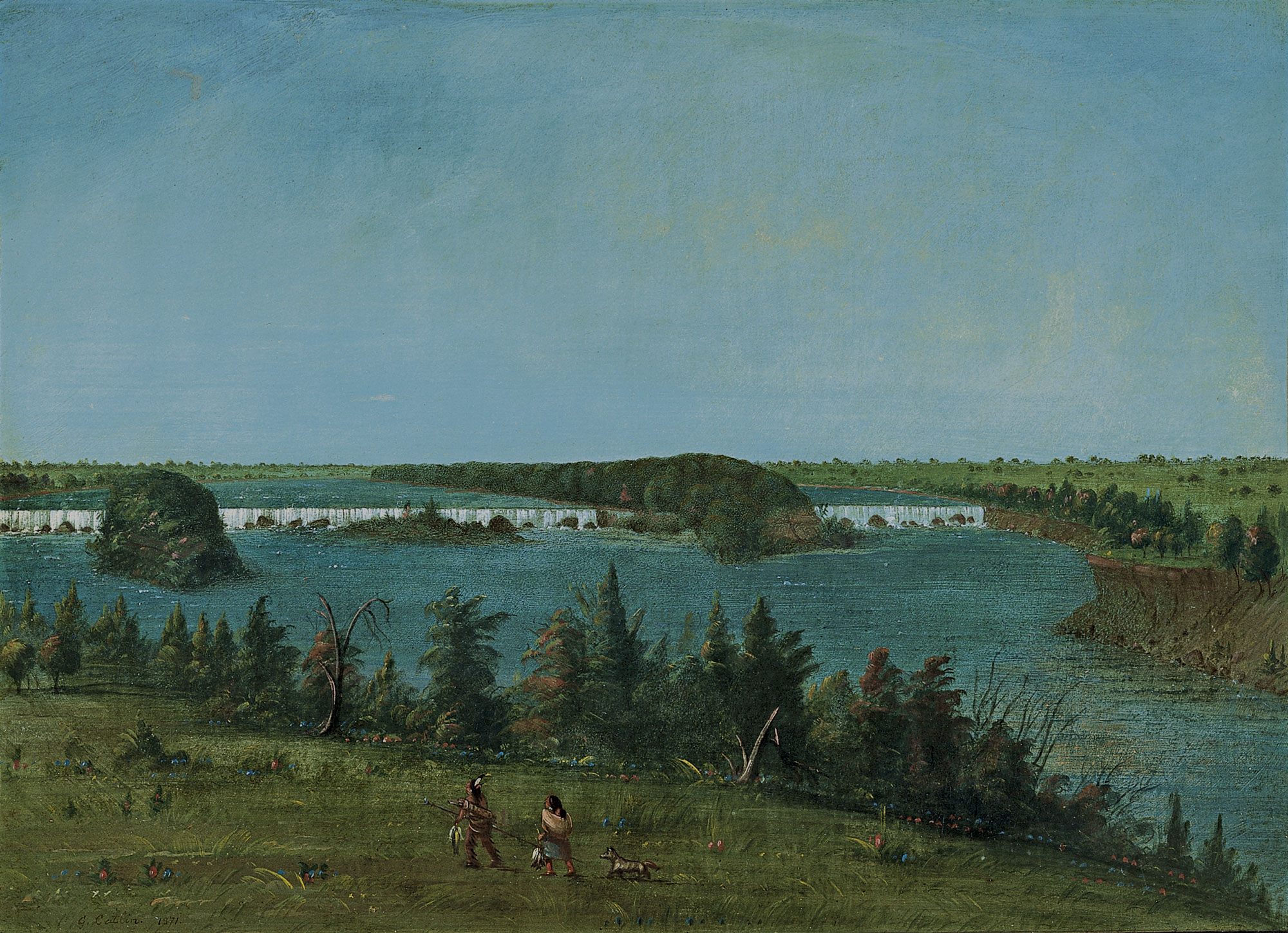
Saint Anthonyfallen, målning av George Catlin.

Den nya fästningen fick  på Snellings förslag namnet Fort St. Anthony efter de närbelägna Saint Anthonyfallen. Men sedan platsen på våren 1824 inspekterats av brigadgeneral Winfield Scott, föreslog denne att fortet skulle uppkallas efter dess byggmästare och kommendant, överste Snelling, vilket också godkändes av krigsdepartementet 1825.
Under denna period fullföljde Fort Snelling sin roll som beskyddare av amerikanska ekonomiska intressen och fredsmäklare med indianerna. Med tiden blev dock dess strategiska roll överspelad. Pälshandelns ekonomiska betydelse upphörde; varken Storbritannien eller Kanada utgjorde längre något hot; och indianbefolkningen ersattes av bosättare från östkusten och Europa vilka skapade en ny ekonomi baserad på veteodling. Regeringen sålde därför 1858 fästningen med omkringliggande mark till en privat entreprenör som avsåg att skapa en ny stad, Fort Snelling.

## Inbördeskrig och indiankrig 1861–1898

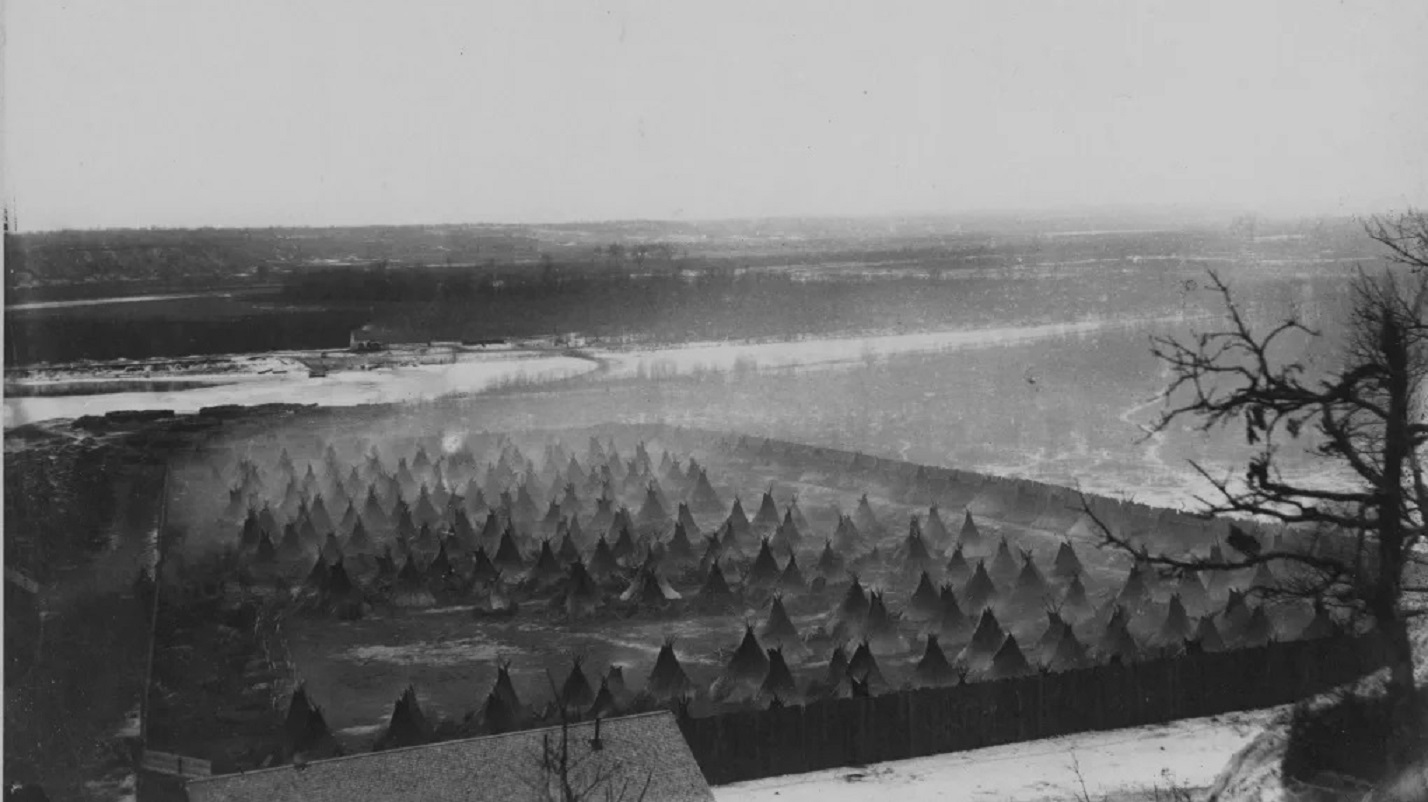
Interneringslägret för siouxindianer 1862–1863.

När det amerikanska inbördeskriget bröt ut 1861 övertog staten Minnesota Fort Snelling och använde anläggningen som utbildningsdepå för de militära förband som staten mobiliserade för att delta i kriget mot de upproriska sydstaterna.
När det stora siouxupproret bröt ut 1862 mobiliserades även lokala förband och hemvärn vid Fort Snelling för att slå ned upproret. Ett stort antal icke-stridande siouxer internerades vintern 1862–1863 i ett läger utanför fästningens murar.
Efter inbördeskriget låg Fort Snelling mer eller mindre i träda. Men efter Slaget vid Little Bighorn gav kongressen stora anslag för fortets om- och tillbyggnad. Trettio nya byggnader uppfördes medan större delen av den gamla fästningen revs och användes som byggnadsmaterial. Fort Snelling blev högkvarter och underhållsdepå för de mindre garnisoner på den norra prärien där indiankrigen utkämpades. 

## Krigen 1898–1946

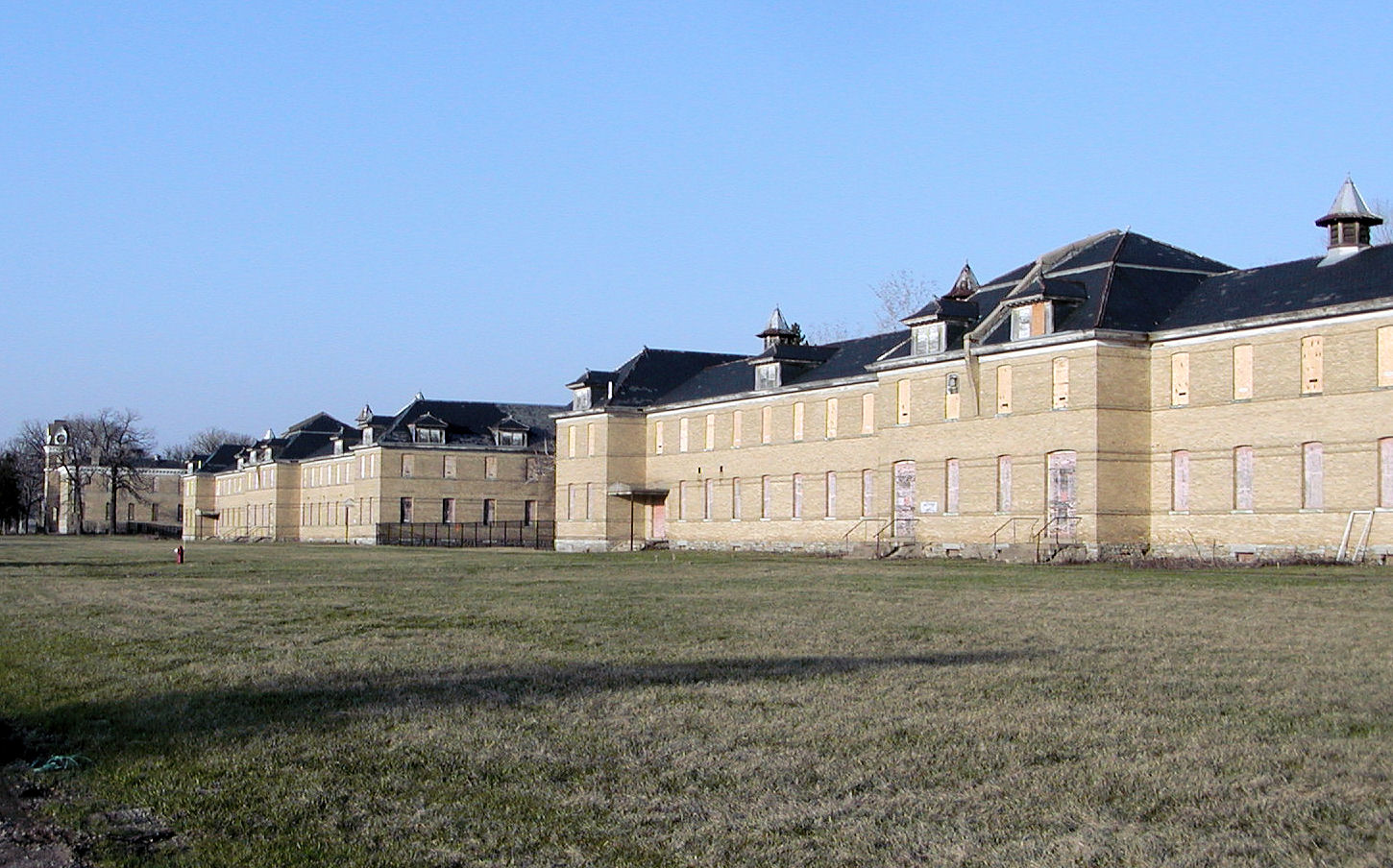
Nedlagda kaserner.

När indiankrigen var över betydde de ingalunda slutet för etablissemanget; Spansk-amerikanska kriget och Filippinsk-amerikanska kriget betydde att flera miljoner dollar investerades i fortet som nu expanderade till en större armébas med infanteri, kavalleri och artilleri. När USA intervenerade i Första världskriget inrättades en officersaspirantskola vid Fort Snelling och garnisonssjukhuset utvidgades till ett krigssjukhus. Som utbildningsdepå krävdes hundratals nya baracker för att inhysa alla rekryter som värnpliktsssystemet sände till armén. 
Under mellankrigstiden betraktades Fort Snelling som en mycket attraktiv stationeringsort, "arméns country club", med hästpolo, simbassänger och andra fritidsaktiviteter. Förutom den ordinarie garnisonen utbildades tiotusentals reservofficerare vid Fort Snelling. Under New Deal rustades kasernerna upp och när värnplikten återinfördes 1940 blev Fort Snelling inskrivningscentral för övre Mellanvästern. 
Under Andra världskriget passerade över trehundratusen rekryter Fort Snellings inskrivningscentral, där de mönstrades, läkarundersöktes, tilldelades militära befattningar och fick ut sin grundläggande utrustning innan de sändes till sina utbildningsförband. Fort Snelling var också utbildningsdepå för militärpolisen och för de amerikanska järnvägstrupperna. En norsktalande vinterkrigsbataljon utbildades även här och en japansk tolkskola inrättades mot slutet av kriget.

## Veteransjukhus 1946–1994

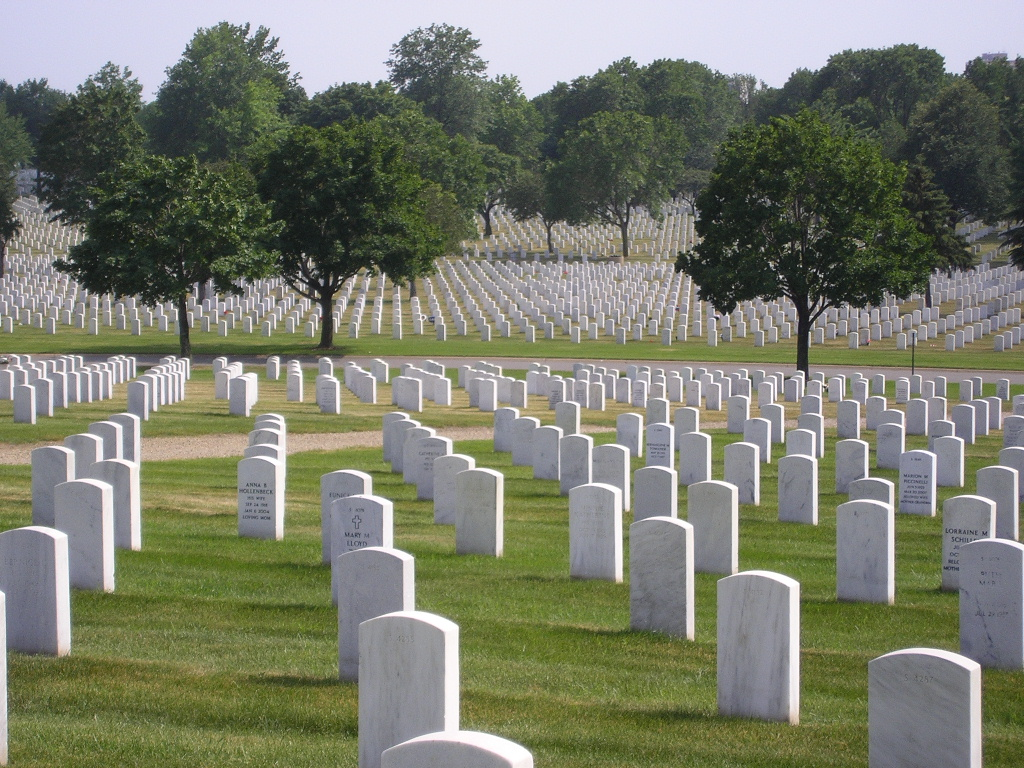
Den militära begravningsplatsen vid Fort Snelling invigdes 1870 och används fortfarande.

När den amerikanska armén lämnade Fort Snelling 1946 överlämnades anläggningen till Veteranadministrationen, som använde det som sjukhus och för andra ändamål. En del av anläggningen uthyrdes dock till armén, som använde den som stabsplats och mobiliseringsdepå för 205:e reservinfanteribrigaden.

## Historiskt minnesmärke 1960
Avvecklingen av veteranadministrationens anläggningar och de sista militära aktiviteterna betydde att Fort Snellings roll som historiskt minnesmärke och naturreservat blev dominerande. Redan 1956 påbörjades det första arbetet med att rekonstruera den gamla fästningen och 1960 förklarades Fort Snelling för Minnesotas första federala historiska minnesmärke. Fästningen återuppbyggdes sedan 1963-1979 och administreras av Minnesota Historical Society.
 Idag är Fort Snelling under sommarhalvåret öppet för allmänheten. Tyngdpunkten för den offentliga verksamheten är historiskt återskapande. Delar av det gamla övningsområdet hade sedan 1962 utjgort ett naturreservat, förvaltat av Minnesota Department of Natural Resources. Det har efterhand utvidgats genom inköp av nya markområden.